# Dementia
 (mai 2022).
Si vous disposez d'ouvrages ou d'articles de référence ou si vous connaissez des sites web de qualité traitant du thème abordé ici, merci de compléter l'article en donnant les références utiles à sa vérifiabilité et en les liant à la section « Notes et références ».
Pour plus de détails, voir Fiche technique et Distribution.
Dementia est un thriller onirique américain de John Parker sorti en 1955.
Le film est réalisé et achevé dès 1953, mais ne reçoit pas son visa des autorités de la censure. Il doit être remonté avant de pouvoir sortir en salles en 1955.  

## Synopsis
Une jeune femme se réveille d'un cauchemar dans un hôtel abandonné. Elle quitte l'habitation et se promène dans la nuit. Elle rencontre un vendeur de journaux nain qui lui présente le journal du jour qui titre en manchette : "Assassinat mystérieux". Elle sourit énigmatiquement et se promène rapidement. Dans une allée sombre, un rôdeur l'approche et l'attrape. Un policier la sauve et brutalise l'homme ivre alors qu'elle part. Parallèlement, un souteneur moustachu s'approche d'elle et l'entraîne dans la limousine chauffée d'un homme riche et gras. Pendant qu'ils traversent la nuit, elle se remémore sa jeunesse tragique et son père violent qu'elle avait poignardé à mort après avoir tiré mortellement sur sa mère infidèle.
L'homme riche l'emmène dans des bars et des boîtes de nuit et finalement à son élégant appartement à grande hauteur. Il l'ignore d'abord alors qu'il se délecte d'un copieux repas. Elle le tente, et quand il s'avance sur elle, elle le frappe avec un couteau, puis le pousse vers la fenêtre, ce dernier s’agrippe après le pendentif de la femme et l'arrache, mais il finit par tomber dans le vide. La femme sort du bâtiment dans la rue, le corps de l'homme riche est entouré de badauds. Elle parvient à se saisir du pendentif en coupant la main du cadavre avec un couteau. Une patrouille apparaît, un policier la traque avec un projecteur alors qu'elle s'enfuit, celui-ci semble avoir le visage de son père. Elle cache la main coupée dans le panier d'une vendeuse de fleurs aveugle. Le souteneur réapparaît et l'entraîne dans un club. Un public enthousiaste regarde un groupe de jazz jouer. Le policier souriant entre, alors que le cadavre du riche apparaît à la fenêtre en montrant sa meurtrière du doigt.
Tout le monde la montre du doigt et s'avance vers elle en ricanant. Elle se réveille dans sa somptueuse chambre d'hôtel seule. Est-ce que toutes ses rencontres étaient un cauchemar ? Elle va au miroir de la commode, en cherchant des indices. Dans un tiroir, elle découvre son pendentif brisé, serré dans les doigts d'une main coupée. La caméra se retire et se déplace dans les rues, où un cri effrayé est entendu.

## Fiche technique
- Titre : Dementia
- Réalisation : John Parker
- Production : John Parker, Ben Roseman, Bruno VeSota
- Scénario : John Parker
- Musique : George Antheil
- Photographie : William C. Thompson
- Date de sortie : 22 décembre 1955 (États-Unis)
- Durée : 58 minutes
- Genre : Thriller onirique
- Format : Noir et blanc

## Distribution
- Adrienne Barrett : "La gamine"
- Bruno VeSota : L'homme riche
- Ben Roseman : Le père/Le policier au sourire
- Shorty Rogers : lui-même
- Richard Barron
- Ed Hinkle
- Jebbie VeSota : La marchande de fleurs
- Angelo Rossitto : Le nain (non crédité)

## Autour du film
- Adrienne Barrett était la secrétaire de John Parker, c'est l'un de ses cauchemars qui a inspiré le film
- Dementia a été tourné dans les studios d'Hollywood et sur place à Venice, un quartier de Los Angeles en Californie. La production s'est terminée en 1953.
- Le film original ne possède aucun dialogue, seulement de la musique et des effets sonores tels que des portes qui claquaient, des rires, etc. La partition musicale du film est celle du compositeur avant-gardiste George Antheil, vocalisée par Marni Nixon. Il n'y a pas de paroles en tant que telles. Le musicien de jazz Shorty Rogers et son groupe, Giants, peuvent être vus et entendus dans une scène de night-club.
- L'acteur et producteur associé Bruno VeSota a prétendu avoir coécrit et codirigé le film avec Parker.
- Aux États-Unis, Dementia a été projeté à New York en 1955 avec quatre coupures demandées par les censeurs. Cette version a été reprise par Jack H. Harris et a été distribuée en tant que film d'horreur. La version de Harris est également non dialoguée mais comporte une voix off lue par l'acteur Ed McMahon
- Dans le film d'épouvante de 1958 Danger planétaire (The Blob) on peut voir un extrait de Dementia.

## Critiques
- "Dans quelle mesure ce film est une œuvre d'art, nous ne sommes pas certains mais, en tout cas, c'est une œuvre forte". Cahiers du cinéma [1].
- Le film a été comparé au Cabinet du docteur Caligari (1920) en tant que portrait d'un esprit fou vu de l'intérieur.